# ホロシーイウ区
ホロシーイウ区（ウクライナ語: Голосіївський район）は、ウクライナの首都であるキーウの区の一つ。1921年から存在したモスクワ区（Московський район）の改名によって2001年1月1日に設置された。面積は156.35 km²で、キーウ市内の10の区の中で最大である。区名は16世紀のホロシーイウ庄にちなむ。

## 地理
キーウの南西部、ドニプロ川の右岸に位置し、その区域はホロシーイウ通りからキーウ市の南と西の境界にかけて広がる。
北でシェウチェンコ区、北西でソロムヤンシク区、北東でペチェールシク区、東でダルニツャ区と接している。

## 人口

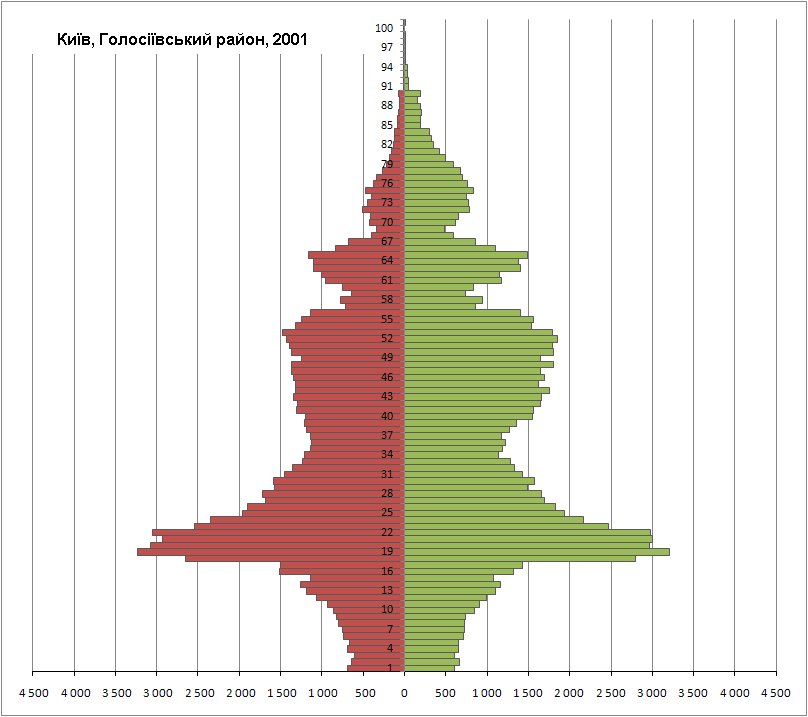
2001年ウクライナ国勢調査による2001年のホロシーイウ区の人口ピラミッド

各年の人口は次の通りである。
- 2001年 — 202,993人
- 2008年 — 224,707人
- 2009年 — 228,146人
- 2010年 — 230,932人
- 2011年 — 233,157人
- 2012年 — 235,143人
- 2013年 — 239,340人
- 2014年 — 242,200人
- 2015年 — 244,200人
- 2016年 — 247,600人
- 2017年 — 250,925人
- 2018年 — 251,895人
- 2019年 — 253,283人
- 2020年 — 254,651人[1]
- 2021年 — 254,014人

## 施設
- ウクライナ国立博物館（ウクライナ語版）
- ウクライナ国立生物・自然科学大学（ウクライナ語版）（旧・ウクライナ国立農業大学）
- ホロシーイウ天文台（ウクライナ語版）
- ウクライナ建築民俗博物館
- フェオファニヤ病院（ウクライナ語版）
- ウクライナ国立養蜂研究所（ウクライナ語版）
- ウクライナ国立養蜂博物館（ウクライナ語版）

## 自然
ホロシーイウ区の領域の大部分はホロシーイウからコンチャ・ザスパにかけて広がる約780 haの面積を持つ緑地で占められており、その中核部分はホロシーイウ国立公園に指定され、250種以上の木々や低木が自生している。

## ギャラリー

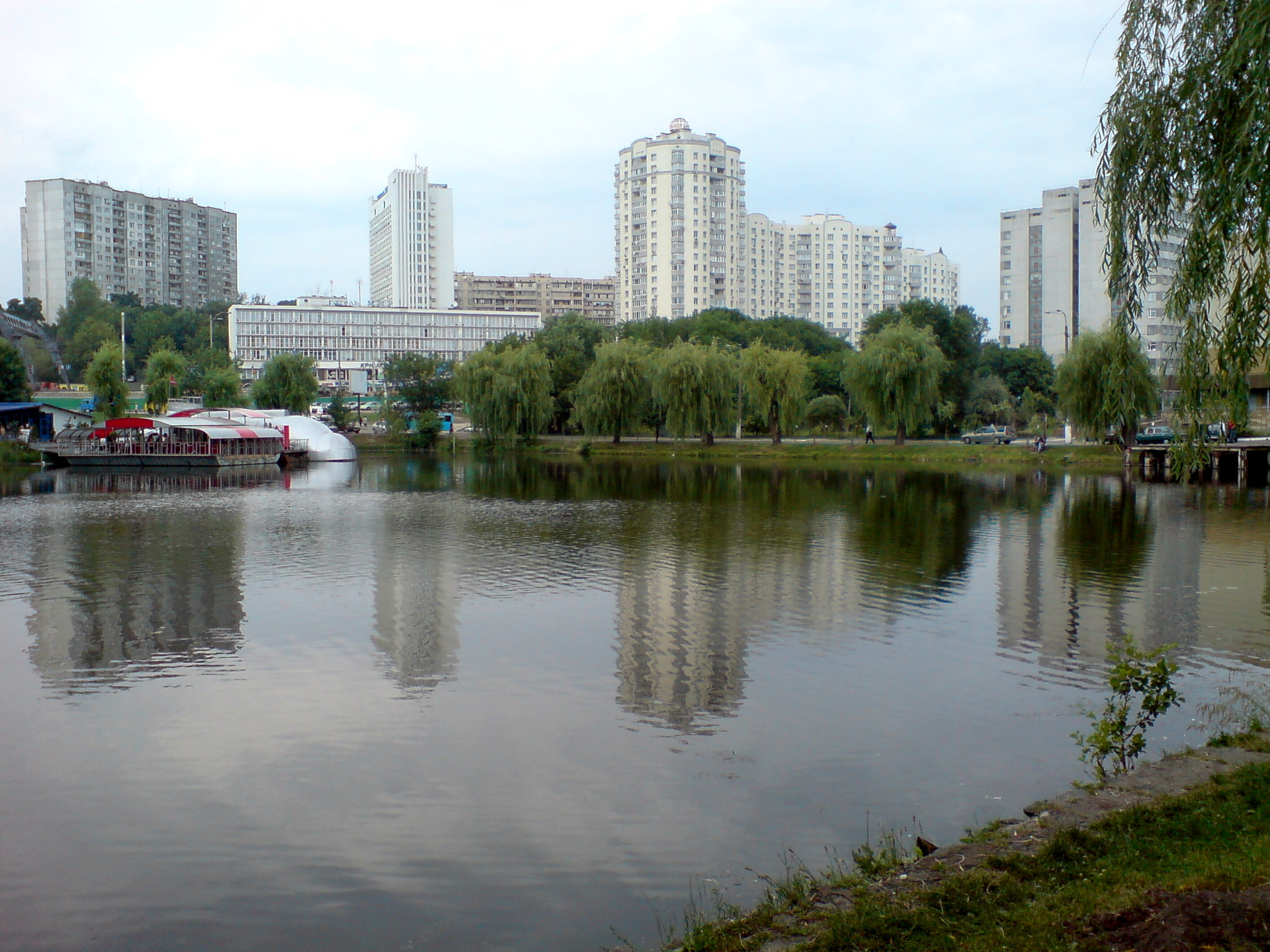
ホロシーイウ広場近くの湖
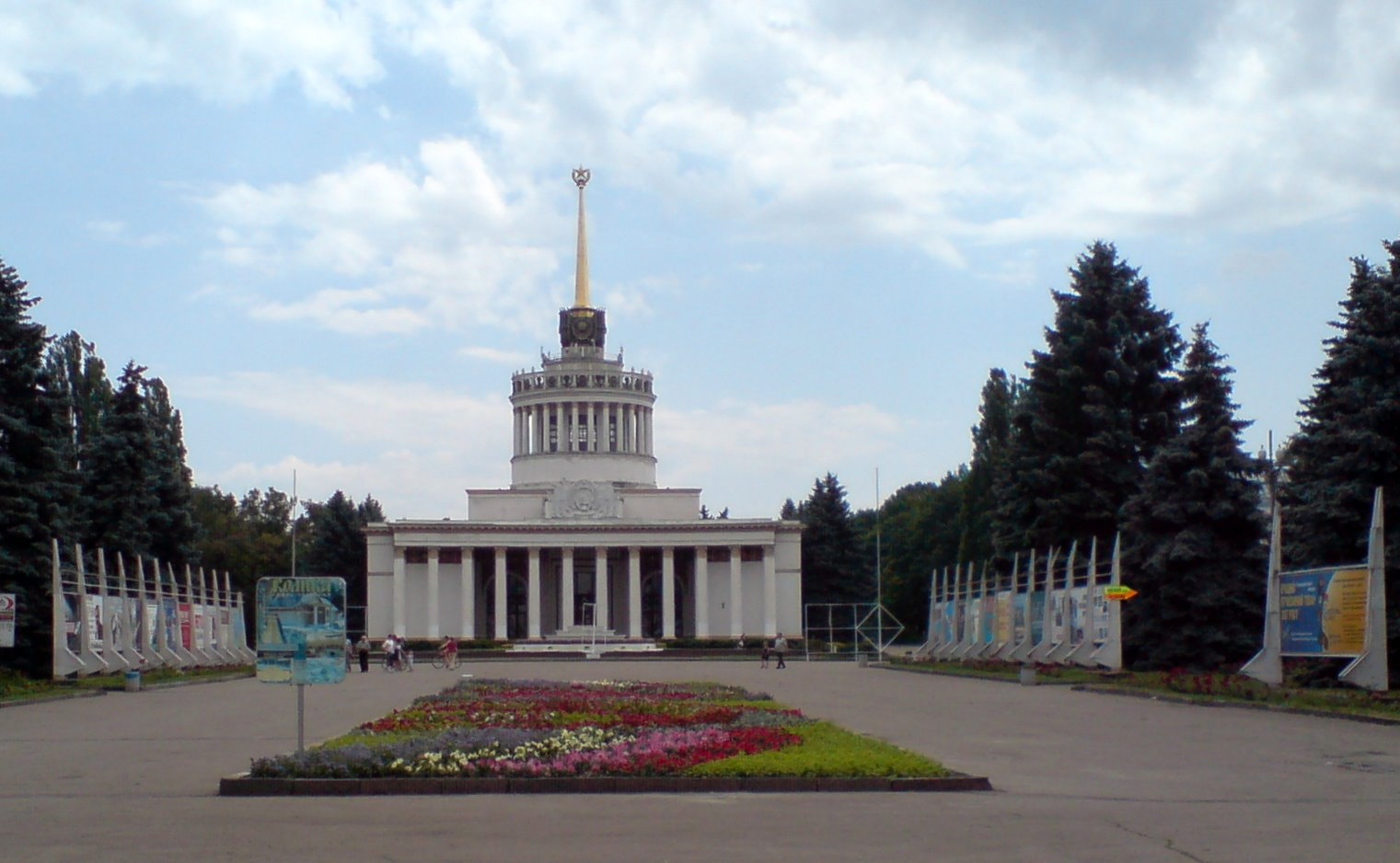
ウクライナ国立博物館（ウクライナ語版）
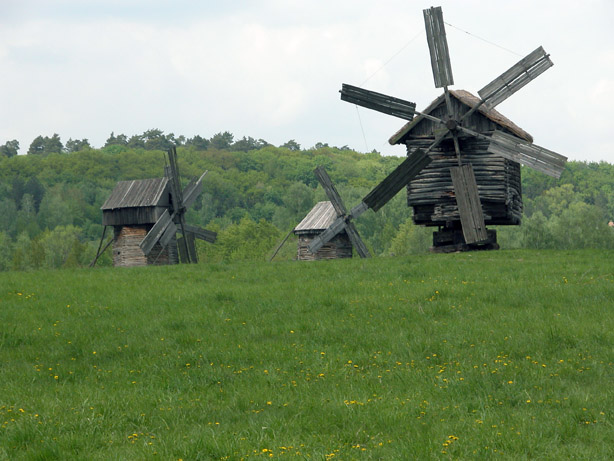
ウクライナ建築民俗博物館

## リンク
- ホロシーイウ区の公式サイト